# 용인공용버스터미널
용인공영버스터미널은 경기도 용인시 처인구 중부대로 1486 (중앙동)에 위치한 종합버스터미널이다.

## 역사
용인터미널은 처음에 시외버스터미널이 1970년대에 먼저 생겼고, 당시에는 수원에서 출발해 용인을 경유하는 형식으로 운행하였다. 고속버스터미널은 1972년 8월에 동부고속이 서울 ~ 용인 고속버스 노선을 운행하기 시작하면서 건립되었다. 1991년에 동부고속에서 터미널을 확장하기 위해 사업 승인을 신청했고, 용인시청에서 기부채납 조건으로 12,302m2의 현 부지를 제공하여 연면적 32,680m2의 2층 규모의 터미널 건물을 신축하였다. 1992년 8월에는 시외버스터미널을 통합하여 지금과 같은 고속버스와 경남여객, 대원고속에서 운행하는 시외버스가 모두 운행하는 종합버스터미널이 되었다.
2017년 1월 1일부터 경남여객이 터미널을 운영하기 시작했다.

## 승차홈
| 출발홈 | 행선지                                            |
| ------ | ------------------------------------------------- |
| 1번홈  | 구미, 울산, 경주, 포항, 창원, 동대구(서대구 경유) |
| 2번홈  | 서울경부                                          |
| 3번홈  | 부산, 서부산, 광주, 진주                          |
| 4번홈  | 인천, 이천(직행), 여주(직행), 영월, 고한, 태백    |
| 5번홈  | 안산, 안양, 강릉, 원주, 아산, 천안, 춘천, 속초    |
| 6번홈  | 김포공항, 인천국제공항, 부천, 고양                |
| 7번홈  | 대전, 전주, 청주, 충주, 상주, 점촌                |
| 8번홈  | 신갈, 수원방면 (민속촌 경유)                      |
| 9번홈  | 모현, 광주방면                                    |
| 10번홈 | 죽산, 백암, 양지방면                              |
| 11번홈 | 천리, 송전, 오산, 안성, 백암, 양지, 좌전          |
| 12번홈 | 원삼, 이천, 운학리방면                            |
| 13번홈 | 용인시내버스                                      |
| 14번홈 | 용인시내버스                                      |
| 15번홈 | 용인시내버스                                      |

## 운행 노선

### 고속버스
- 2015년 12월 11일 군산행 노선이 신설되었다.[4]
- 2015년 12월 22일부터 동대구행 노선이 고속 노선으로 승격되었으며, 2019년 10월 22일부터 서대구고속버스터미널을 경유한다.

| 운행 노선       | 운행업체          | 운행구간 | 운행구간 | 운행구간 | 경유지                             | 배차 간격 (분) | 시간표                                                        |
| --------------- | ----------------- | -------- | -------- | -------- | ---------------------------------- | -------------- | ------------------------------------------------------------- |
| 용인 ↔ 서울경부 | 동부고속          | 용인     | ↔        | 서울경부 | 유림동(방축)                       | 20~40          | 첫차:06:30 (용인 기준) 막차:22:10 (용인 기준)                 |
| 용인 ↔ 광주     | 대원고속 중앙고속 | 용인     | ↔        | 광주     | 신갈, 정안휴게소                   | 60~90          | 첫차:06:50 (용인 기준) 막차:20:00 (용인 기준)                 |
| 용인 ↔ 군산     | 경남여객          | 용인     | ↔        | 군산     | 신갈, 정안휴게소                   | 8회            | 06:40, 08:05, 10:45, 12:05, 14:45, 16:05, 18:50, 20:05        |
| 용인 ↔ 김해     | 천일고속 한일고속 | 용인     | ↔        | 김해     | 신갈, 선산휴게소, 장유             | 4회            | 08:10, 11:30, 14:50, 18:20                                    |
| 용인 ↔ 동대구   | 코리아와이드경북  | 용인     | ↔        | 동대구   | 신갈, 서대구                       | 6회 9회        | 07:40, 09:10, 10:40, 12:10, 13:40, 15:10, 16:40, 18:10, 19:10 |
| 용인 ↔ 부산     | 경남여객 대원고속 | 용인     | ↔        | 부산     | 신갈, 낙동강휴게소                 | 9회            | 07:00, 08:30, 10:00, 11:30, 13:00, 14:30, 16:00, 17:30, 18:40 |
| 용인 ↔ 부산서부 | 경남여객 대원고속 | 용인     | ↔        | 부산서부 | 신갈, 선산휴게소                   | 4회            | 07:40, 10:45, 15:20, 18:30                                    |
| 용인 ↔ 진주     | 중앙고속 대원고속 | 용인     | ↔        | 진주     | 신갈, 인삼랜드휴게소, 개양         | 3회            | 10:10, 13:10, 16:00                                           |
| 용인 ↔ 진주     | 중앙고속 대원고속 | 용인     | ↔        | 진주     | 신갈, 인삼랜드휴게소, 진주혁신도시 | 2회            | 07:00, 18:40                                                  |
| 용인 ↔ 창원     | 동양고속 중앙고속 | 용인     | ↔        | 창원     | 신갈, 선산휴게소, 마산             | 5회            | 07:10, 10:10, 13:10, 16:10, 19:00                             |

### 시외버스
| 방면        | 행선지 |
| ----------- | --- |
| 수도권 방면 | 강남대, 광교, 광명, 기흥역, 김포공항, 명지대, 부천, 성남, 수원, 신갈, 아주대, 안산, 안성, 안양(범계), 에버랜드, 여주, 영통입구, 오산, 용인대, 이천, 인천, 인천국제공항 |
| 강원권 방면 | 고한사북, 낙산, 문막, 속초, 영월, 원주, 태백 |
| 충청권 방면 | 대전, 아산, 천안, 청주, 충주 |
| 호남권 방면 | 전주 |
| 영남권 방면 | 경주, 상주, 점촌, 포항 |

## 사진

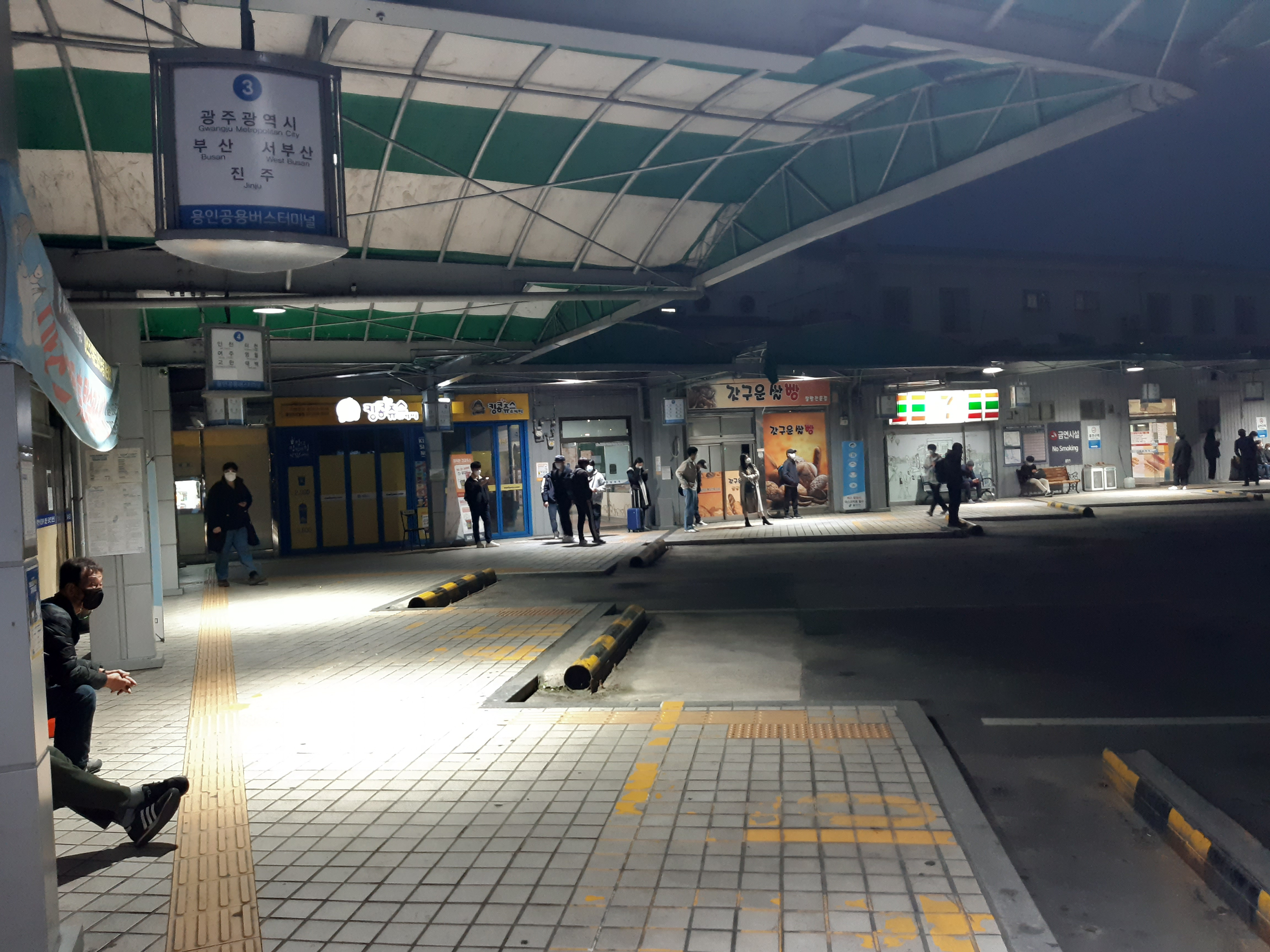
승강장